# Esfinges gemelas de El Salobral

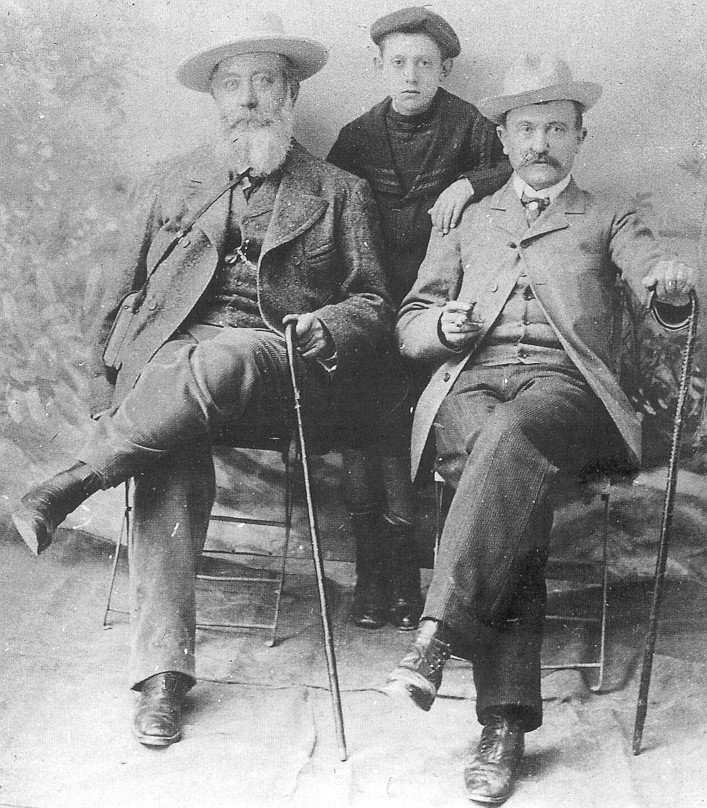
Pierre Paris (izqda.).

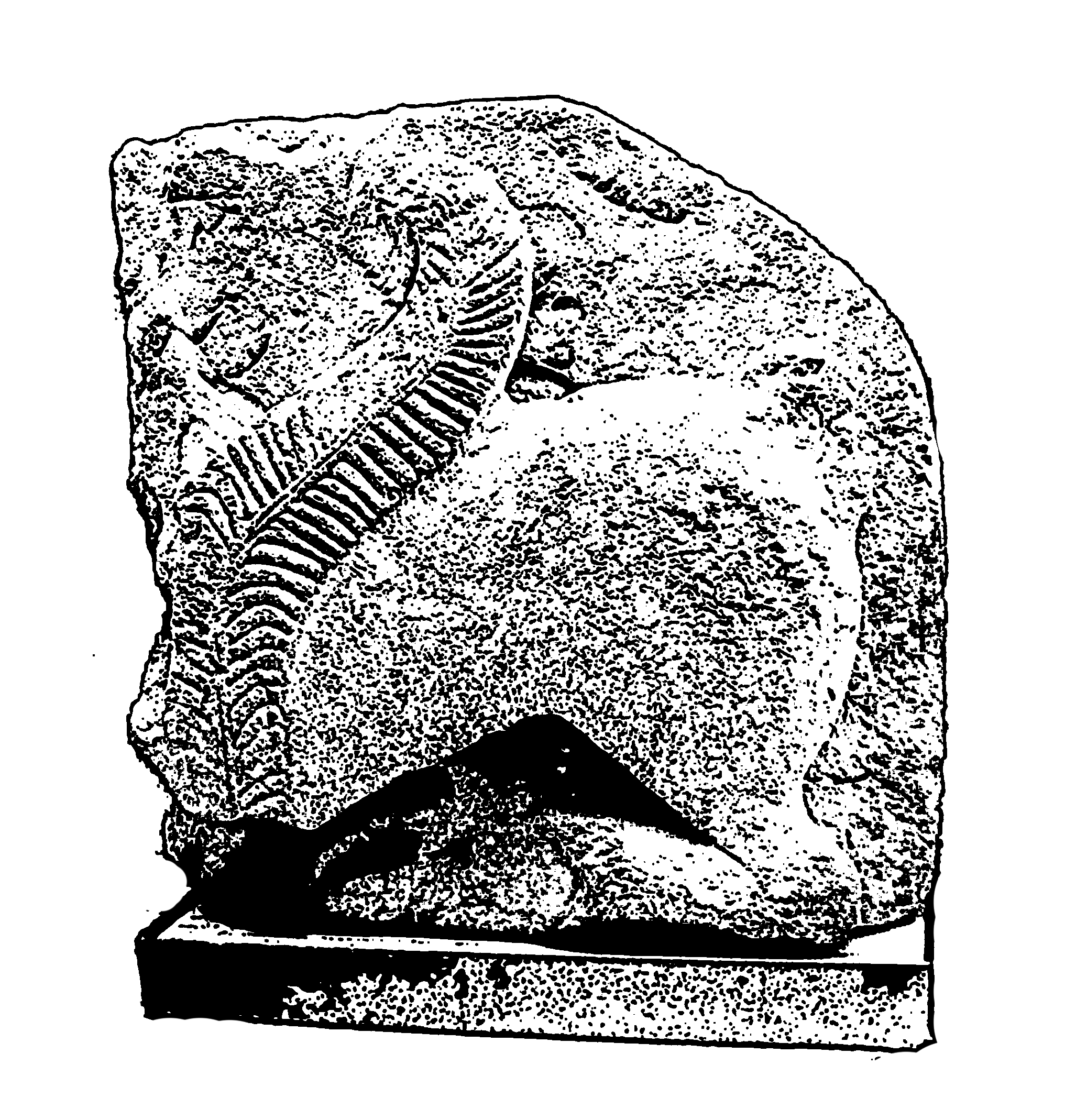
Recreación figurada de la Esfinge de El Salobral conservada en Francia.

Las esfinges gemelas de El Salobral son una pareja de esculturas ibéricas halladas en 1901, de manera accidental, en la pedanía albaceteña de El Salobral. Es común el error de referirse a ellas como una sola (esfinge de El Salobral) cuando, en realidad, existen dos esculturas idénticas, talladas en espejo para ser ubicadas de manera contrapuesta con la finalidad de flanquear la entrada o esquinas de un túmulo funerario.

## Expolio
Tras su hallazgo, como producto del expolio arqueológico que padeció la escultura ibera a principios del siglo XX, fueron vendidas por el arqueólogo Pierre Paris al Museo del Louvre. En la actualidad una de ellas, la más famosa, se encuentra en el Museo Arqueológico Nacional de Madrid, mientras que su hermana, menos conocida, se halla en los fondos del Museo Municipal de Saint-Germain-en-Laye, cerrado desde 1979 por sus graves carencias en materia de seguridad, que permitieron el robo de una de sus obras emblemáticas -El Prestidigitador- atribuida a El Bosco. La esfinge que está en Madrid retornó en 1941 en la misma operación que permitió a España recuperar la Dama de Elche, la Esfinge de Agost y parte del Tesoro de Guarrazar.

## Características
Al igual que otras, como la Bicha de Balazote, se considera que formaba parte de un conjunto funerario turriforme similar al Sepulcro de Pozo Moro. El carácter de estas esculturas, dotadas de un significado mágico, era apotropaico (es decir, defendía el monumento funerario frente al expolio y protegía la memoria del difunto) y psicopompo (un vehículo para conducir el alma del difunto al mundo de ultratumba). La esfinge conservada en España conserva restos de policromía, especialmente un rojo intenso, considerado el color de vida por su parecido con el de la sangre humana. Por sus rasgos estilísticos se fecha su cronología a finales del siglo VI a. C..